# Savannafiering
Savannafiering eller savannifiering är ett ekologiskt fenomen som uppstår när avverkning av regnskog medför att regnskogens egenproducerade nederbörd minskar, vilket i sin tur medför att regnskogen som helhet minskar och förbyts till savann i en självfödande spiral. Fenomenet förväntas kunna inträffa i exempelvis Amazonas. Fenomenet har påvisats och återskapats i simuleringar.

## Konsekvenser
Savannafiering skulle kunna leda till en tippningspunkt som skulle få effekter på kolcykeln, vattencykeln, klimatet och biologisk mångfald. 

## Kritik
Enligt vissa forskare kan regnskogen istället för att förbytas till savann bli säsongsbetonad lövskog.